# Gerardo Guzmán Quirós
Gerardo Guzmán Quirós (San José, 18 de octubre de 1874 - 9 de diciembre de 1959) fue un jurista y político costarricense, Presidente de la Corte Suprema de Justicia de Costa Rica de 1948 a 1949.

## Biografía
Nació en San José, el 18 de octubre de 1874. Fue hijo de don Jacinto Guzmán y doña Victoria Quirós Marín. Casó con doña Celina Ulloa Flores.

### Estudios y cargos públicos
Inició su carrera pública como jefe de mensajeros de la oficina telegráfica de San José y en 1894 fue ascendido a telegrafista. 
Cursó estudios en la Escuela de Derecho y se graduó de abogado en 1903, año en que fue nombrado juez civil de Heredia. De 1914 a 1917 fue magistrado de la Sala Primera Civil y en 1917 volvió al cargo de juez civil de Heredia. De 1920 a 1922 fue magistrado y presidente de la Sala Primera Civil y de 1934 a 1946 magistrado de la Sala de Casación. De 1947 a 1948 fue magistrado del Tribunal Nacional Electoral de Costa Rica, de 1948 a 1949  Presidente de la Corte Suprema de Justicia de Costa Rica y de la Sala de Casación y de 1949 a 1953 Ministro de Gobernación y carteras anexas.

## Fallecimiento
Falleció en San José, el 9 de diciembre de 1959 a los 85 años de edad.